# F1 (пістолет-кулемет)
F1 — австралійський пістолет-кулемет. F1 замінив застарілий «Оуен», успадкувавши від нього розташування магазина зверху.
У конструкції F1 була використана пістолетна рукоятка від гвинтівки L1A1, у неї ж було запозичене розташування затвора. Обертове кріплення для ременя, розміщене на кожусі ствола, покликане не допустити потрапляння руки до дульного зрізу, можливе при стрільбі зі зброї з коротким стволом.

## Система
У F1 використовується система вільного затвора. Ствольна коробка має циліндричну форму, поєднану з перфорованим кожухом ствола в його передній частині. Знімний приклад, що фіксується засувкою, виконаний за лінійною схемою, тобто точка упору в плече лежить на лінії ствола.
Розбирання F1 здійснюється при знятому прикладі. До пістолета-кулемета примикають верхні секторні магазини. Прицільні пристосування розташовані лівіше центральної осі, діоптричний цілик складаний. Зліва на рукоятці розташований запобіжник-перекладач режимів вогню. F1 здатний виробляти поодинокі постріли і черги. До кожуха ствола можна кріпити багнет-ніж.